# Lungo il fiume e sull'acqua
Lungo il fiume e sull'acqua è uno sceneggiato televisivo italiano di genere giallo-poliziesco, in cinque puntate, tratto dal romanzo di Francis Durbridge (il cui titolo originale inglese è The Other Man), diretto da Alberto Negrin, con la sceneggiatura di Biagio Proietti.
Venne trasmesso in prima visione dal 13 al 27 gennaio 1973 sul Programma Nazionale (l'odierna Rai 1) in prima serata il sabato e il martedì.
Gli interpreti principali furono: Sergio Fantoni, Laura Belli, Giampiero Albertini, Renato De Carmine, Nicoletta Machiavelli, Franco Graziosi, Graziano Giusti e Daniele Formica.
Gli interni furono girati negli Studi di Napoli, gli esterni per la maggior parte ad Hampton, nella zona sud-occidentale di Londra.
Le musiche dello sceneggiato sono di Roberto De Simone mentre la sigla era la canzone Vincent, scritta e cantata da Don McLean, che ebbe in Italia grande successo grazie anche alla popolarità riflessa dovuta alla fiction televisiva.
Lo sceneggiato ebbe grande successo all'epoca; con oltre 20 milioni di telespettatori fu il secondo programma televisivo più visto nel 1973, e considerato a lungo uno dei più avvincenti fra quelli prodotti per la televisione italiana negli anni settanta.

## Trama
Lo scienziato Paolo Morani viene trovato ucciso su una casa battello sulle rive del Tamigi ad Hampton. L'ispettore Mike Ford indaga sull'omicidio con due indiziati: James Cooper, proprietario del battello resosi irreperibile, e il professor David Henderson, uno stimato docente. Katherine Sheldon, nipote del medico di Hampton, lo ha visto scendere dalla barca poche ore prima del ritrovamento del cadavere. Ford indaga con suo cognato Bob Marshall, ex poliziotto. Per tenere sotto controllo Katherine, Henderson comincia a frequentarla e nasce una simpatia reciproca. La bella Billie Reynolds, che abita nella barca accanto a quella dell'omicidio, mente sulla sua presenza ad Hampton nella notte fatale e anzi ha visto qualcosa. Anche Henderson mente: nega sia di essere l'uomo visto da Katherine, sia di conoscere Morani, in realtà suo compagno di studi. Inoltre intrattiene con Cooper rapporti tanto fitti da far credere che entrambi siano coinvolti nel delitto. Solo il giornalista Craven segue piste autonome, occupandosi delle gite sul fiume di Roger Ford, figlio dell'ispettore, e di Ralph Merson, un ricco borghese fedifrago, amante di Billie. Il cadavere della ragazza viene rinvenuto nel fiume e David Henderson è ancora una volta il primo sospettato: la sera della sua morte era con la ragazza. L'ha narcotizzata prima di essere colpito alle spalle e lasciato svenuto sulla barca. Ad Hampton arriva Claudia, la sorella di Paolo Morani, alla quale il professore offre la sua compagnia: la sera dell'incontro, l'ispettore segue i due per proteggere Claudia, che però punta una pistola contro il professore. Si accendono tutte le luci del college e la polizia rinviene il corpo di Chris Reynolds, il fratello di Billie, giunto in autostop con Katherine il giorno del ritrovamento del corpo della sorella e dedito a ricattare molte persone grazie alle informazioni trovate nel diaro che lui ha trovato nascosto sulla barca e che affiderà a Roger. Claudia viene riaccompagnata al suo albergo, ma trova ad attenderla James Cooper che, l'indomani, la porta con sé a Londra per un incontro segreto col professor Henderson. Ford poi la interroga e la accusa di mentire per paura. Un vecchio amico di Ford arriva ad Hampton e gli confessa di lavorare per i servizi segreti, coi quali sta indagando sul "caso Morani", ancora vivo, ma che la polizia ha nascosto per proteggere dei segreti industriali legati alle sue ricerche scientifiche. Claudia, nel frattempo, giunta a Londra, viene inseguita da un uomo che cerca di ucciderla, ma l'intervento di Cooper le salva la vita. I ruoli si rivelano: coloro che sembravano i cattivi, sono in realtà i protettori di Morani. Marshall è l'assassino di Billie e di suo fratello. E c'è un ulteriore doppiogiochista. 